# هدية بركات
هدية بركات ( 1898 – 1969 ) هي فاعلة خير مصرية، عملت في مجال الخدمة الإجتماعية لتحسين الشئون الاجتماعية للشعب المصري.

## بداية حياتها
ولدت هدية في عام 1898. كان والدها مسئول إحدى القصور. عندما كانت طفلة، التحقت بمدرسة دير النوتردام. عندما أتمت العشرين من عمرها، تزوجت من بهي الدين بركات الذي كان محامي من عائلة سياسية بارزة. شجعتها عائلة بركات على عملها واهتمامها بالشئون والرعاية الاجتماعية، ناظرة إلى ذلك أنه مكان جيد لنشر مواد وأفكار حزب الوفد.

## عملها
استطاعت هدية بمساعدة الأميرة المصرية عين الحياة رفعت  تأسيس مجموعة لفعال الخير والمحسنين. في عام 1908، افتتحت المجموعة عيادة طبية في القاهرة. في عام 1909، توسعت هدية في المجموعة لتشمل نساء اخرين مثل هدى شعراوي. استمرت المجموعة في عملها لتحسين الشئون الاجتماعية للشعب المصري. افتتحت المجموعة لاحقا مستشفى في ميدان عابدين في القاهرة. كانت هدية بركات بمثابة أمين المجموعة، حيث استمرت في العمل لتحسين العناية الصحية لأفراد الشعب في أنحاء مصر. كانت تركز على قضايا وفيات الرضع والتصدي للأوبئة والتطعيم. كما عملت على التنسيق بين ما أصبح مجموعة من العيادات ومستوصفات التطعيم المتنقلة.
في عام 1919، اشتركت هدية في تأسيس «مجتمع المرأة الجديدة»؛ ليس فقط لتحسين الشئون والأوضاع الاجتماعية، إنما ليدعم أيضا التعليم ورعاية الأطفال ودور الأيتام.
بحلول الخمسينيات، أصبحت المجموعة من أوسع المنظمات مدى وانتشارا في مصر. في عام 1952، انتخبت هدية رئيسة للمجموعة. في عام 1956، أصبحت ابتها الأصغر رئيسة للمجموعة مثلها.
بحلول عام 1961، استطاعت المجموعة إنشاء اثنى عشرة مستشفى في مصر. وفي عام 1964، تولت الحكومة مهمة إدارة هذه المستشفيات، وكذلك إدارة دور الأيتام والعيادات التي أنشأتها المجموعة.

## إرثها
بعد وفاة هدية بركات، قال الرئيس الراحل محمد أنور السادات «نحن جميعا تلاميذ هدية بركات». أيضا أطلق اسمها على عدد من المشاريع المصرية .